# Население на Алжир
Населението на Алжир според последното преброяване от 2008 г. е 34 080 030 души.

## Численост
Численост на населението според преброяванията през годините:
| Година | Численост  |
| ------ | ---------- |
| 1977   | 16 948 000 |
| 1987   | 23 038 942 |
| 1998   | 29 100 867 |
| 2008   | 34 080 030 |

## Възрастова сткруктура
(2006)
- 0–14 години: 28,1% (мъже 4 722 076 / жени 4 539 713)
- 15–64 години: 67,1% (мъже 11 133 802 / жени 10 964 502)
- над 65 години: 4,8% (мъже 735 444 / жени 834 554)

(2009)
- 0–14 години: 25,4% (мъже 4 436 591 / жени 4 259 729))
- 15–64 години: 69,5% (мъже 11 976 965 / жени 11 777 618)
- над 65 години: 5,1% (мъже 798 576 / жени 928 709)

## Коефициент на плодовитост
- 2009-1.79
- 2010-1.76

## Етнически състав
Около 99 % от населението на Алжир е съставено от араби и бербери, има 25 000 французи.

## Езици
Официален език в Алжир е арабският.

## Религия
- 97 % – мюсюлмани (предимно сунити)
- 3 % – други (предимно християни и юдаисти)